# 藍莓
藍莓（Vaccinium spp.），狭义上泛指越橘屬青液果组（学名：Cyanococcus）的多个物种，广义上可以包括越橘屬中任何长有深蓝色浆果的物种，均为多年生灌木。
全球商业市场上流通的蓝莓多为北美起源的数个原生种经过反复杂交而成，主要可分为高丛蓝莓（英文：highbush blueberry）、矮丛蓝莓（英文：lowbush blueberry）和兔眼蓝莓（英文：rabbiteye blueberry）3大类，其中高丛蓝莓是目前全世界人工栽植面积最大的种类，又分为北方高丛蓝莓和南方高丛蓝莓两个品种群，北方高丛蓝莓的种质于1930年代传入欧洲，1980年代中期引入中国。两类高丛蓝莓的遗传背景大部分都来自伞房花越桔，而兔眼越桔、狭叶越桔等近缘物种也有贡献。常绿越橘、高原矮越橘、笃斯越桔等其它蓝莓物种的野生种质也为蓝莓品种创新提供了优良性状。
黑果越橘有时被称作欧洲蓝莓，笃斯越橘也常叫做中国野生蓝莓。

## 形态
各种蓝莓均為多年生灌木，高度可從10公分到4公尺。葉可為落葉性或長青性，葉形卵圓形到披針形，長1到8公分，寬0.5到3.5公分。花朵為鐘形，顏色從白色、桃色到紅色都有，有時帶有淡淡的綠色調。果實在植物學上是假果，直徑5到16毫米，帶有喇叭形的冠在末端；一開始呈淺綠色，然後轉為洋紅色，最後成為深藍色，此時成熟可以採收。成熟時帶有甜甜的風味，而酸度各異。

## 成分
蓝莓果的大部分是水（约占84%），其次碳水化合物约占14%，蛋白质约占0.7%，脂肪约占0.3%。蓝莓所含的微量营养素极少，相对于每日建议摄入量而言，只有锰、维生素C、维生素K和膳食纤维的含量处于中等水平。总体来说，蓝莓的营养成分在每日建议摄入量中占比较低。每100克蓝莓仅提供约57千卡的能量，升糖负荷为6，属于较低水平。

## 食用
藍莓在成熟期味酸或酸甜，完全成熟后质地变软，酸味减弱。新鲜或冷冻的蓝莓富含果胶，适合用于制作各式佳肴甜点，尤其是果醬、果脯、果凍、冰淇淋和派的内馅，也可加入瑪芬中焗烤，或是搭配美式松饼。
美国阿拉斯加州原住民会用本地原生的蓝莓（如笃斯越桔）搭配动物油脂、植物根茎等材料制成传统甜点（阿拉斯加雪糕）。瑞典、芬兰、冰岛等北欧国家则有将蓝莓打成浓稠浆状的食法（Blåbärssoppa），由于这道甜汤热量较高，传统上也作为越野滑雪选手的补给品。
藍莓，尤其是野生種，含有抗氧化劑，可以減低癌症發生的機會。藍莓等漿果類植物屬於強力抗氧化水果，能夠幫忙減緩老化、活化腦力、增強記憶力。在2004年國際長壽會議（International Conference on Longevity），一些研究者釋放出一項研究的細節，顯示藍莓中一些特定化合物（以及一些相似植物，例如小紅莓）對於腦功能退化的抑制有強烈影響，相關疾病包括了阿茲海默症。美國羅格斯大學的研究者也展示了藍莓可能可以防止泌尿道感染。40克新鮮藍莓包含了3克的膳食纖維與14毫克維他命C。由于蓝莓富含花青素花青素，具有活化视网膜功效，可以强化视力，防止眼球疲劳而备受注目。也是世界粮农组织推荐的五大健康水果之一。并且据美国、日本、欧洲科学家研究，经常食用蓝莓制品，还可明显地增强视力，消除眼睛疲劳。医学临床报告也显示，蓝莓中的花青素花青素可以促进视网膜细胞中的视紫质再生，预防近视，增进视力。以及丰富的维生素A、维生素E、類胡蘿蔔素、钾和锌。

## 栽植
藍莓的產季從每年五月到十月，在七月達最高峰。

### 北美洲
藍莓可分為栽培種與野生種。在北美洲最常栽培的品種是北方高叢藍莓，其遗传背景基本全由伞房花越桔组成，與越橘屬的其他品種雜交產生的品种群则统称为南方高叢藍莓，可以適應美國南部的氣候。兔眼越桔則為南方的藍莓原生种，產地遍及南、北卡羅萊納州與墨西哥灣沿岸數州。
野生藍莓通常較小，但相比栽培藍莓味道更強烈，顏色更鮮明。狭叶越桔分布于从加拿大大西洋诸省，向西延伸至魁北克，再向南延伸至美国密歇根州和西弗吉尼亚州。在某些地区，狭叶越桔可以形成天然“蓝莓荒原”，成为覆盖大片区域的优势物种。安大略省的几个原住民社区常进行野生蓝莓采摘的活动。狭叶越桔可以忍受野火的侵襲，即便在森林火災發生過後也可以迅速地再生，而且生境中其它一些與藍莓競爭的植物也被火燒掉，使得火后这些原生藍莓灌丛的长势反而更为茂盛。
截至2024年，美国高丛蓝莓产量最高的州分别为华盛顿州、俄勒冈州、佐治亚州和密歇根州。根据美国高丛蓝莓委员会（U.S. Highbush Bluberry Council）的数据，俄勒冈州和华盛顿州的蓝莓产量预估合计约145,000吨，占美国总产量的45.5%。
紐澤西州的哈蒙顿镇自称为“世界蓝莓之都”，该镇出产的蓝莓占全州总量的80%以上。每年，这个小镇都会举办盛大的蓝莓节，吸引成千上万的人前来庆祝这一水果的丰收。
野生蓝莓（狭叶越桔）是美国缅因州的官方州果；据2023年数据，美国95%的野生蓝莓产自缅因州。为保证蓝莓灌丛的座果率，当地农户会从外州大量引进蜂箱，为蓝莓授粉，在2000年代时引入的蜂群便已超过超过60,000个。
在北美洲也很重要的其他原生藍莓種類，例如阿巴拉契亚山脉及临近的皮埃蒙特丘陵常见的旱地藍莓以及生于美國東南部沙质土壤的臼莓，其果實均为野生動物的食物来源，花對蜂農而言也是重要的蜜源植物。

### 南美洲
根据2023年数据，秘鲁和智利分别为世界第一和第二大的蓝莓出口国，出口量分别达207,000吨和83,000，合占全球总出口量的39%。

### 亚洲
台灣
臺灣原先引進藍莓時，以清境農場等高冷地帶為主要種植區域，產量不大。而目前在臺北建國假日花市亦有花販出售藍莓，標示上卻是分為「原生種」與「暖地種」，推斷為北方藍莓種系與南方藍莓種系的別稱。　
中華人民共和國
青岛市黄岛区于2001年试种蓝莓成功，现已发展成为全中国大陸种植面积最大、产业化水準最高的蓝莓种苗中心和生产基地， 并于2013年举办了首届青岛国际蓝莓节暨中国国际蓝莓大会。
在黑龙江北部天然生長着篤斯越橘（但並不屬於青液果组），大兴安岭地區行政公署所在地加格达奇在2009年舉辦了首届國際藍莓山貨節。當地也栽培有歐美品種的藍莓。湖北省襄阳市保康县于2008年试种蓝莓成功，现以发展成为华中地区种植面积最大，蓝莓种苗培育和生产基地。

## 物種
- Vaccinium angustifolium 狭叶越桔（英语：Vaccinium angustifolium），原产北美（加拿大中东部至美国中东北部）
- Vaccinium boreale {tsl|en|Vaccinium boreale|北方越桔}}，原产北美（加拿大东部至美国东北部）
- Vaccinium caesariense 新泽西蓝莓（英语：Vaccinium caesariense），原产美国东部
- Vaccinium chamaebuxus 矮越桔，中国云南特有
- Vaccinium corymbosum 伞房花越桔（英语：Vaccinium corymbosum），原产北美（加拿大中东部至美国中东北部）；异名包括：[17]
  - Vaccinium myrtilloides 绒叶越桔，也称加拿大蓝莓
  - Vaccinium constablaei 康斯越桔
  - Vaccinium constablaei 康斯越桔
  - Vaccinium elliottii 伊利越桔
  - Vaccinium simulatum
- Vaccinium darrowii 常绿越桔（英语：Vaccinium darrowii），原产美国东南部
- Vaccinium formosum 常绿越桔（英语：Vaccinium formosum），原产美国东部
- Vaccinium fuscatum 黑果木（英语：Vaccinium fuscatum），英文名Black highbush blueberry，异名V. atrococcum，原产美国中东南部
- Vaccinium hirsutum 毛果越桔（英语：Vaccinium hirsutum），英文名Hairy-fruited Blueberry，原产美国东南部
- Vaccinium koreanum 朝鲜红果越桔（英语：Vaccinium koreanum），原产中国辽宁及朝鲜半岛，有时被划为红果越桔的一个变种[18]
- Vaccinium myrsinites 長青越桔（英语：Vaccinium myrsinites），英文名Evergreen Blueberry，原产美国东南部
- Vaccinium pallidum 錯誤：語言代碼「Vaccinium pallidum」不存在，也称高原矮越橘，英文名Dryland Blueberry
- Vaccinium virgatum 兔眼越桔（英语：Vaccinium virgatum），异名V. ashei，原产美国南部

## 图集

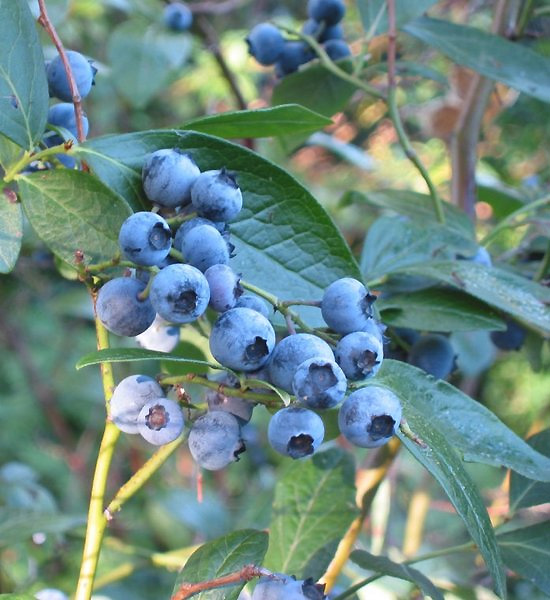
高叢蓝莓 Vaccinium corymbosum
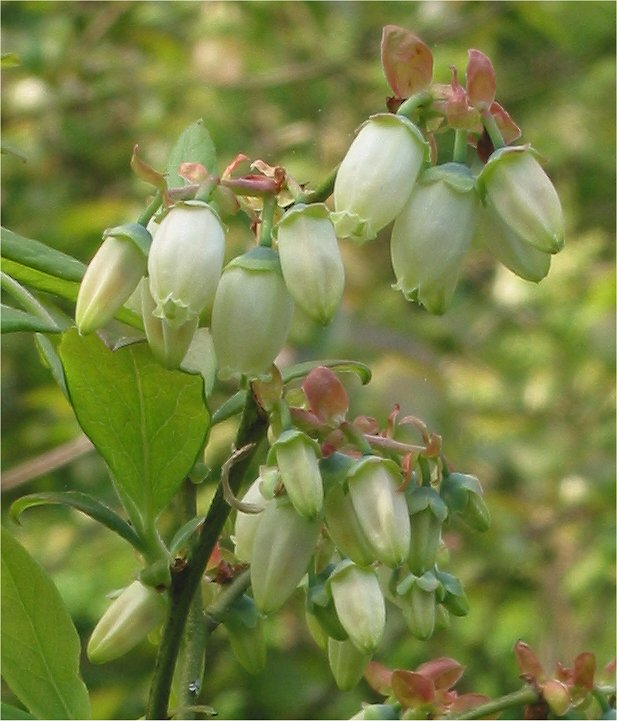
高叢蓝莓
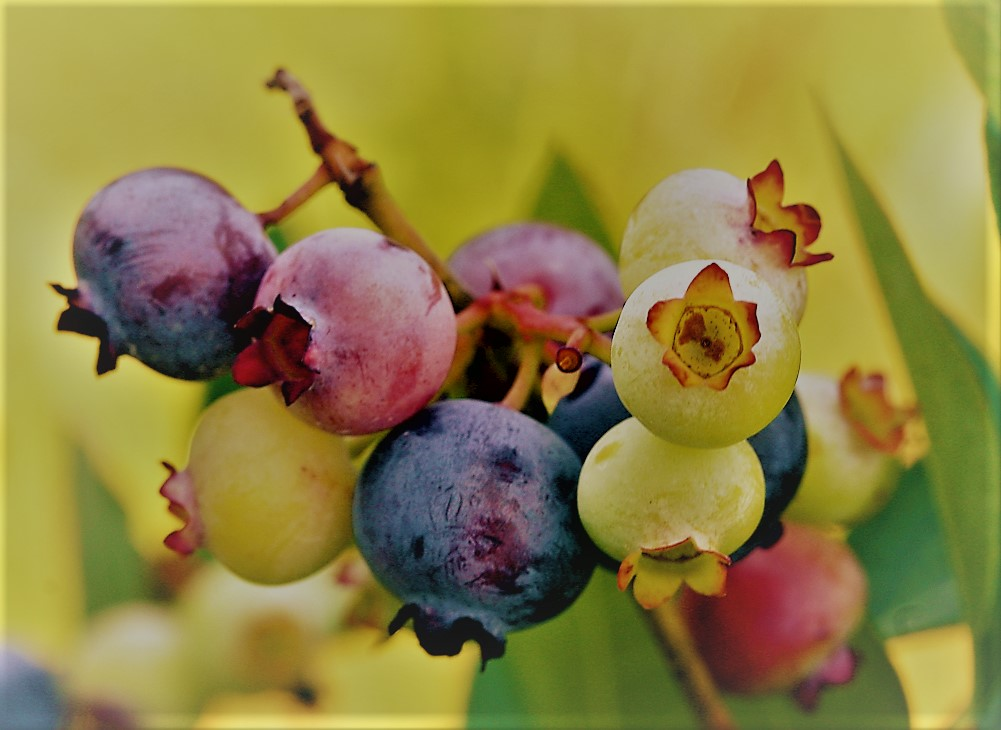
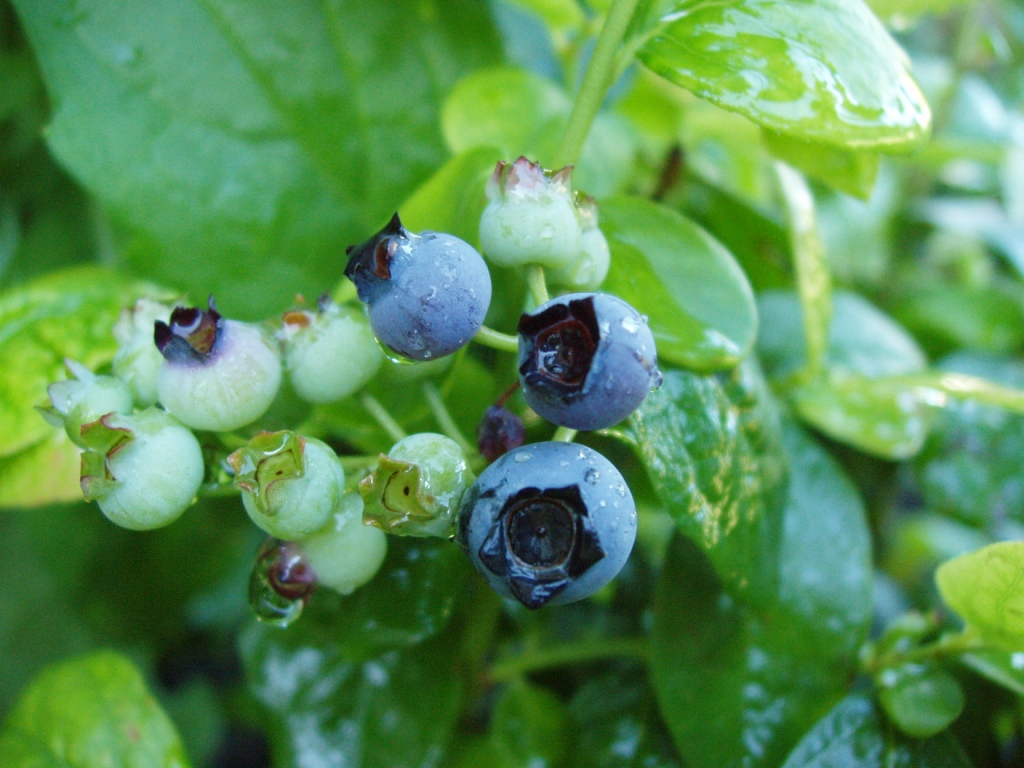
成熟的北极星蓝莓（Vaccinium 'Polaris'）
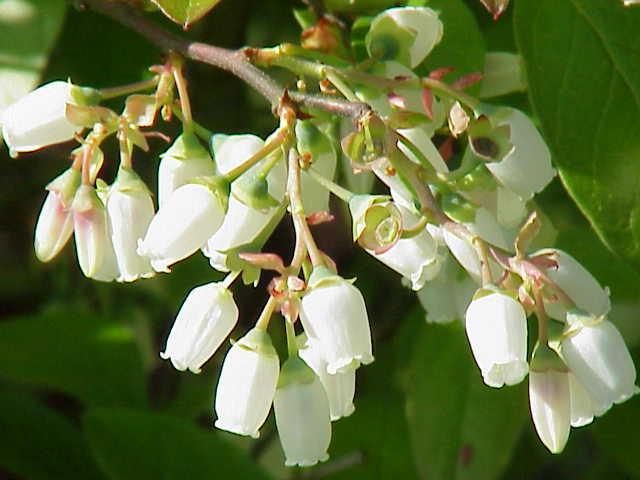
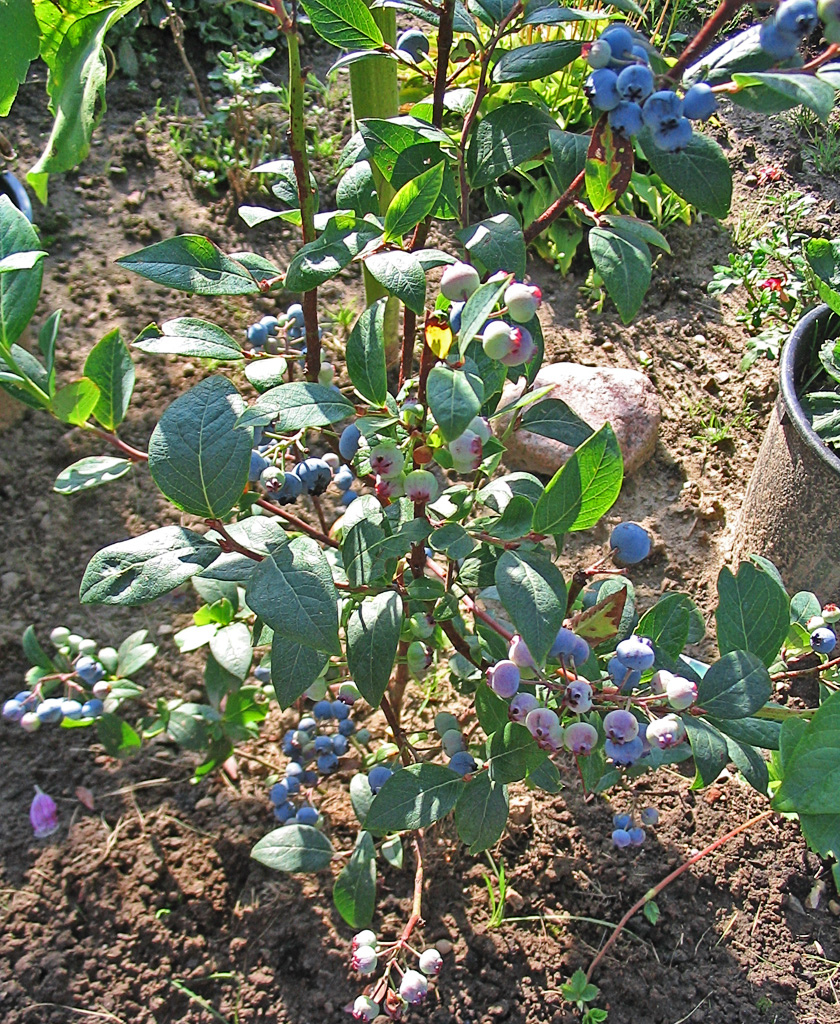
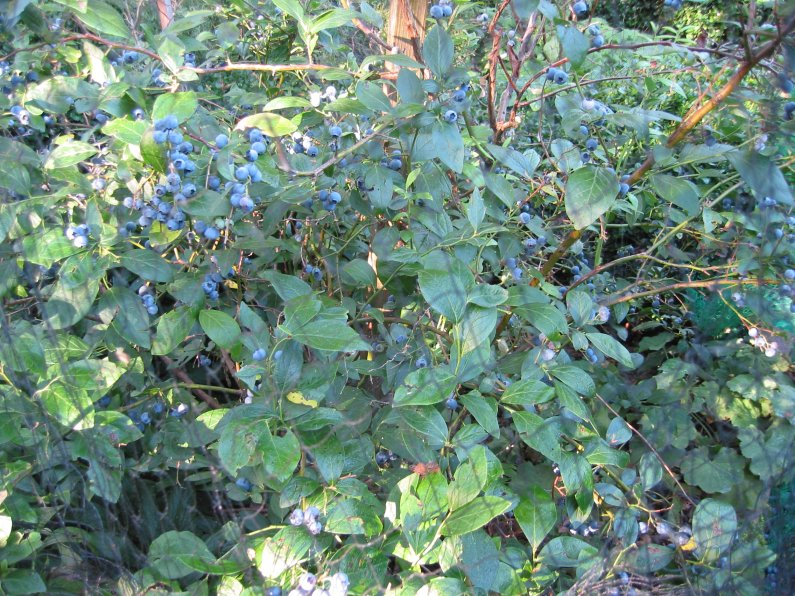

### 引用
1. ↑  方仲相; 胡君艳; 江波; 方佳; 何勇清; 卢伟民; 郑炳松.  (PDF). 浙江农林大学学报. 2013, 30 (4): 599–606.
2. ↑  於虹; 曾其龙; 杨曙方; 陈华江; 贺善安. . 浙江农业科学. 2018, 59 (6): 924–927  [2025-04-07]. doi:10.16178/j.issn.0528-9017.20180617.
3. ↑  . 江苏省中国科学院植物研究所. 南京中山植物园.   [2025-04-07].
4. ↑  徐国辉; 雷蕾; 安琪; 罗霖锜; 王贺新.  (PDF). 果树学报. 2021, 38 (7): 1173–1189  [2025-04-07].
5. ↑  . nutritiondata.self.com.   [2020-07-27]. （原始内容存档于2021-12-29）.
6. ↑  .   [2006-04-02]. （原始内容存档于2008-06-08）.
7. ↑  .   [2006-04-02]. （原始内容存档于2006-04-19）.
8. ↑  Blueberry and Cranberry Research （页面存档备份，存于）, Rutgers - New Jersey Agricultural Experiment Station
9. ↑  Blueberry Health （页面存档备份，存于）, Suffork Blues
10. ↑  . Fire Effects Information System (FEIS).   [2025-04-07].
11. ↑  . WorldAtlas. 2025-03-14  [2025-04-07].
12. ↑  Consulting, Blueberries. . Blueberries Consulting. 2024-06-26  [2025-04-07] （英语）.
13. ↑  . Town of Hammonton. 2013-09-11  [2013-11-06]. （原始内容存档于2013-11-11）.
14. ↑  . Maine Department of Agriculture, Conservation and Forestry.   [2025-04-07] （英语）.
15. ↑  . U.S. Department of Agriculture.   [2025-04-07].
16. ↑  Consulting, Blueberries. . Blueberries Consulting. 2024-12-05  [2025-04-07] （英语）.
17. ↑  . Plants of the World Online. Kew Science.   [2025-04-07] （英语）.
18. ↑  . Plants of the World Online. Kew Science.   [2025-04-07] （英语）.

## 外部連結
- 美國藍莓協會 （中文）
- Complete nutritional info. （页面存档备份，存于）
- The World's Healthiest Foods. （页面存档备份，存于）